# Laboissière-en-Santerre
Laboissière-en-Santerre is een gemeente in het Franse departement Somme (regio Hauts-de-France) en telt 120 inwoners (1999). De plaats maakt deel uit van het arrondissement Montdidier.

## Geografie
De oppervlakte van Laboissière-en-Santerre bedraagt 7,1 km², de bevolkingsdichtheid is 16,9 inwoners per km².
De onderstaande kaart toont de ligging van Laboissière-en-Santerre met de belangrijkste infrastructuur en aangrenzende gemeenten.

## Demografie
Onderstaande figuur toont het verloop van het inwonertal (bron: INSEE-tellingen).